# Libya (Marte)
Libya  è una caratteristica di albedo della superficie di Marte.